# Électronique organique

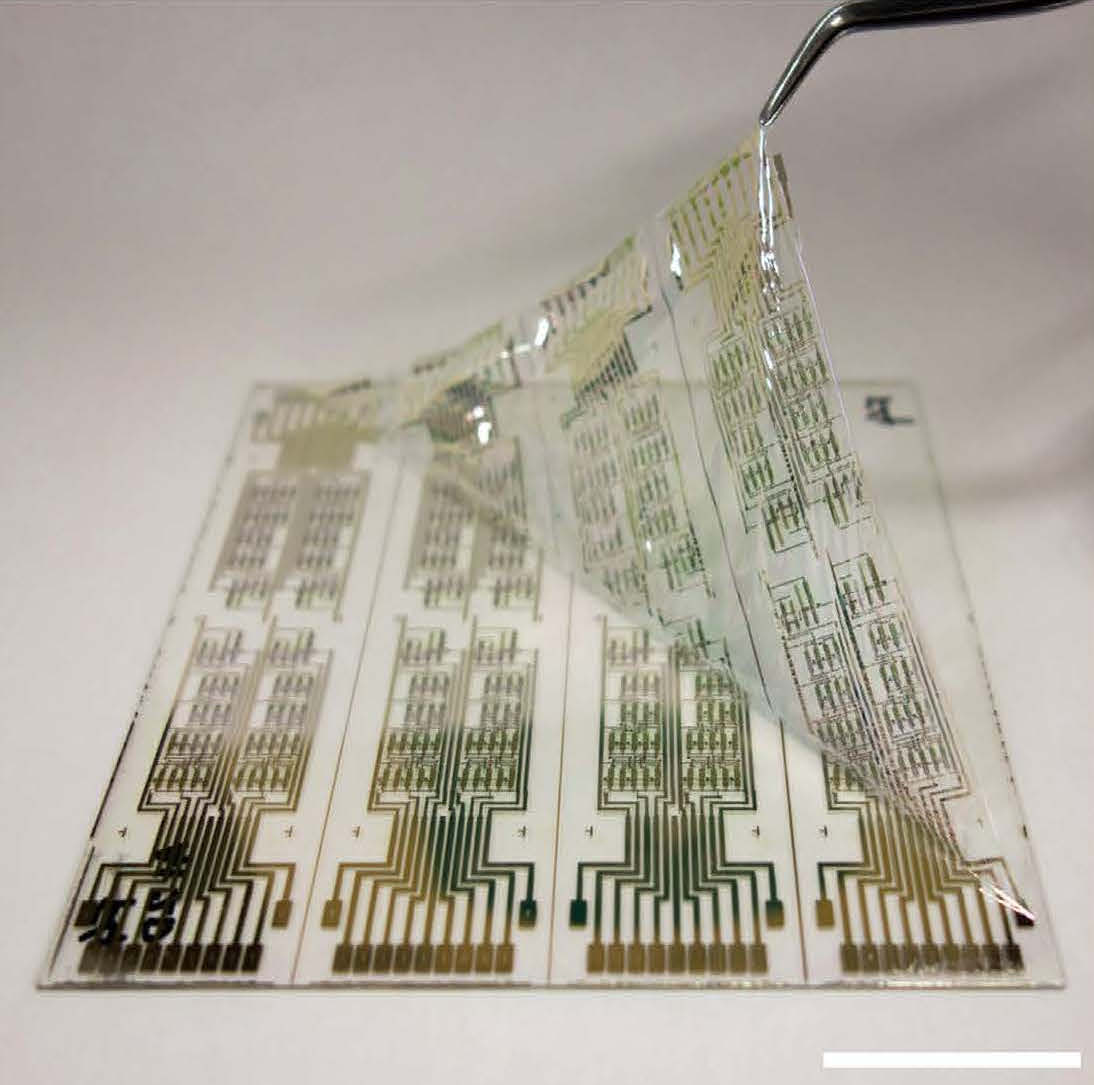
Circuit logique CMOS organique. L'épaisseur totale est inférieure à 3 μm. Barre d'échelle: 25 mm

Pour les articles homonymes, voir Électronique.
L'électronique organique est un domaine de la science des matériaux comprenant le design, la synthèse, la caractérisation et l'utilisation de petites molécules ou polymères organiques qui présentent des propriétés électroniques souhaitables comme la conductivité. Contrairement aux conducteurs et semi - conducteurs inorganiques conventionnels, les matériaux électroniques organiques sont constitués de petites molécules ou de polymères organiques. 
Des stratégies de synthèse pour ces matériaux ont été développées à partir de la chimie organique et des polymères. L'un des avantages espérés de l'électronique organique est son faible coût par rapport à l'électronique traditionnelle,,. Les propriétés intéressantes des polymères conducteurs incluent leur conductivité électrique qui peut être modifiée par la concentration de dopants. Par rapport aux métaux, ils ont une flexibilité mécanique. Certains ont une stabilité thermique élevée.

## Histoire
Les conducteurs électriques sont une classe de matériaux d'intérêt. Les conducteurs électriques organiques sont des matériaux pouvant transmettre des charges électriques avec une faible résistivité. Traditionnellement, les matériaux conducteurs sont inorganiques. Ces matériaux conducteurs, et toujours majoritairement utilisés en électronique, sont les métaux tels que le cuivre et l'aluminium ainsi que de nombreux alliages.
En 1862, Henry Letheby découvre le premier matériau conducteur organique, la polyaniline. Ce n'est qu'un siècle plus tard, dans les années 1960 que les travaux sur d'autres matériaux organiques polymériques ont commencé sérieusement. En 1963, une conductivité élevée de 1 S / cm (S = Siemens ) a été signalée pour un dérivé du tétraiodopyrrole. En 1977, il a été découvert que le polyacétylène peut être oxydé avec des halogènes pour produire des matériaux conducteurs à partir de matériaux isolants ou semi - conducteurs. Le prix Nobel de chimie de 2000 a été décerné à Alan J. Heeger, Alan G. MacDiarmid et Hideki Shirakawa pour leurs travaux sur les polymères conducteurs. Ces chercheurs et de nombreux autres ont identifié de grandes familles de polymères électriquement conducteurs, notamment le polythiophène, le sulfure de polyphénylène et d'autres.
Dans les années 1950, une deuxième classe de conducteurs électriques, à base de sels de transfert de charge cette fois, a été découverte. Les premiers exemples étaient des dérivés de composés aromatiques polycycliques. Entre autres, le pyrène s'est révélé former des sels de complexes de transfert de charge semi-conducteurs avec des halogènes. En 1972, des chercheurs ont découvert une conductivité métallique (conductivité comparable à un métal) dans le complexe de transfert de charge TTF-TCNQ.
Par la suite, les plastiques conducteurs ont été développés pour des applications dans l'industrie. En 1987, la première diode organique a été produite à Eastman Kodak par Ching W. Tang et Steven Van Slyke.
La première description des propriétés de base des diodes électroluminescentes en polymères a été rapportée par Bradley, Burroughes, Friend et des associés en 1990 dans un article de Nature démontrant que le phénomène d'émission de lumière était l'électroluminescence par injection et que la réponse en fréquence était suffisamment rapide pour permettre des applications d'affichage vidéo. Le passage des matériaux moléculaires aux matériaux macromoléculaires a résolu les problèmes rencontrés précédemment avec la stabilité à long terme des films organiques et a permis de réaliser facilement des films de haute qualité. Des recherches ultérieures ont développé des polymères multicouches. Le nouveau domaine de l'électronique plastique, les recherches sur les diodes électroluminescentes organiques (OLED) et la production de dispositifs sont en forte croissance.

## Matériaux organiques conducteurs

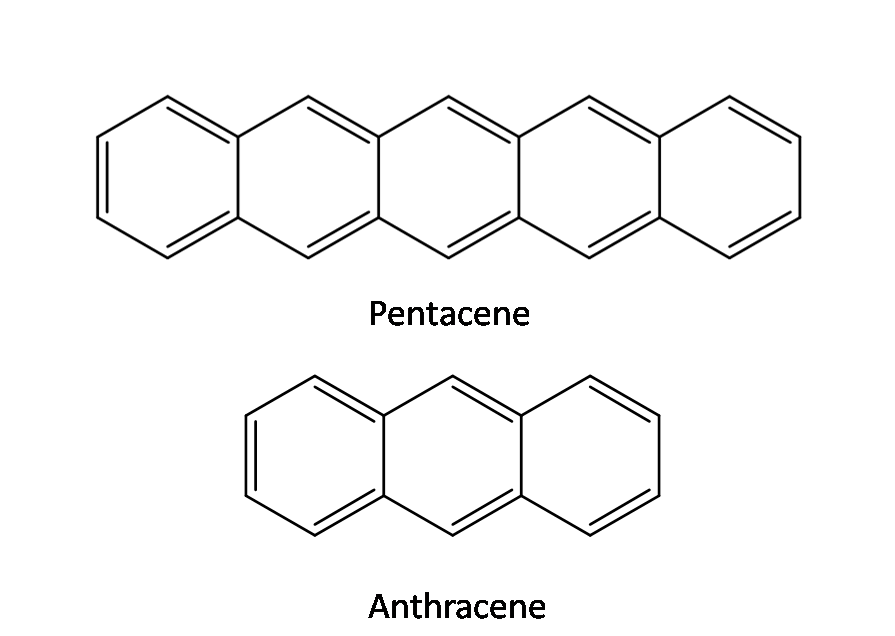
Petites molécules semi-conductrices conventionnelles

Les matériaux organiques conducteurs peuvent être divisés en deux classes principales: les polymères conducteurs et les solides et sels moléculaires conducteurs.

### Solides et sels moléculaires
Les composés aromatiques polycycliques tels que le pentacène et le rubrène comptent parmi les molécules semi-conductrices de petites tailles.

### Polymères conducteurs
Les polymères conducteurs sont souvent conducteurs intrinsèquement ou au moins semi-conducteurs. Ils présentent parfois des propriétés mécaniques comparables à celles des polymères organiques classiques. La synthèse organique et les techniques de dispersion avancées peuvent être utilisées pour ajuster les propriétés électriques des polymères conducteurs, contrairement aux conducteurs inorganiques traditionnels. La classe de polymères conducteurs la plus étudiée comprend le polyacétylène, le polypyrrole, la polyaniline et leurs copolymères. Le Poly(p-phénylène vinylène) et ses dérivés sont utilisés pour les polymères semi-conducteurs électroluminescents. Les poly(3-alkythiophènes) sont également utilisés dans les cellules solaires et les transistors.

### Découverte de l'OLED
André Bernanose, a été la première personne à observer l'électroluminescence dans les matériaux organiques, et Ching W. Tang  a rapporté la fabrication d'un dispositif OLED en 1987. Le dispositif OLED incorporait un motif de structure à double couche composé de couches séparées de transport de trous et de transport d'électrons, avec une émission de lumière ayant lieu entre les deux couches. Leur découverte a ouvert une nouvelle ère de la recherche OLED actuelle et de la conception d'appareils.